# (2088) Sahlia
(2088) Sahlia es un asteroide perteneciente al cinturón de asteroides descubierto el 27 de febrero de 1976 por Paul Wild desde el Observatorio de Berna-Zimmerwald, Suiza.

## Designación y nombre
Sahlia se designó al principio como 1976 DJ.
Más adelante fue nombrado en honor del médico suizao Hermann Sahlia (1856-1933).

## Características orbitales
Sahlia orbita a una distancia media del Sol de 2,207 ua, pudiendo acercarse hasta 2,033 ua y alejarse hasta 2,382 ua. Tiene una excentricidad de 0,07905 y una inclinación orbital de 5,539 grados. Emplea en completar una órbita alrededor del Sol 1198 días.

## Características físicas
La magnitud absoluta de Sahlia es 12,42 y el periodo de rotación de 10,37 horas. Está asignado al tipo espectral S de la clasificación SMASSII.